# Leszek Zadlo

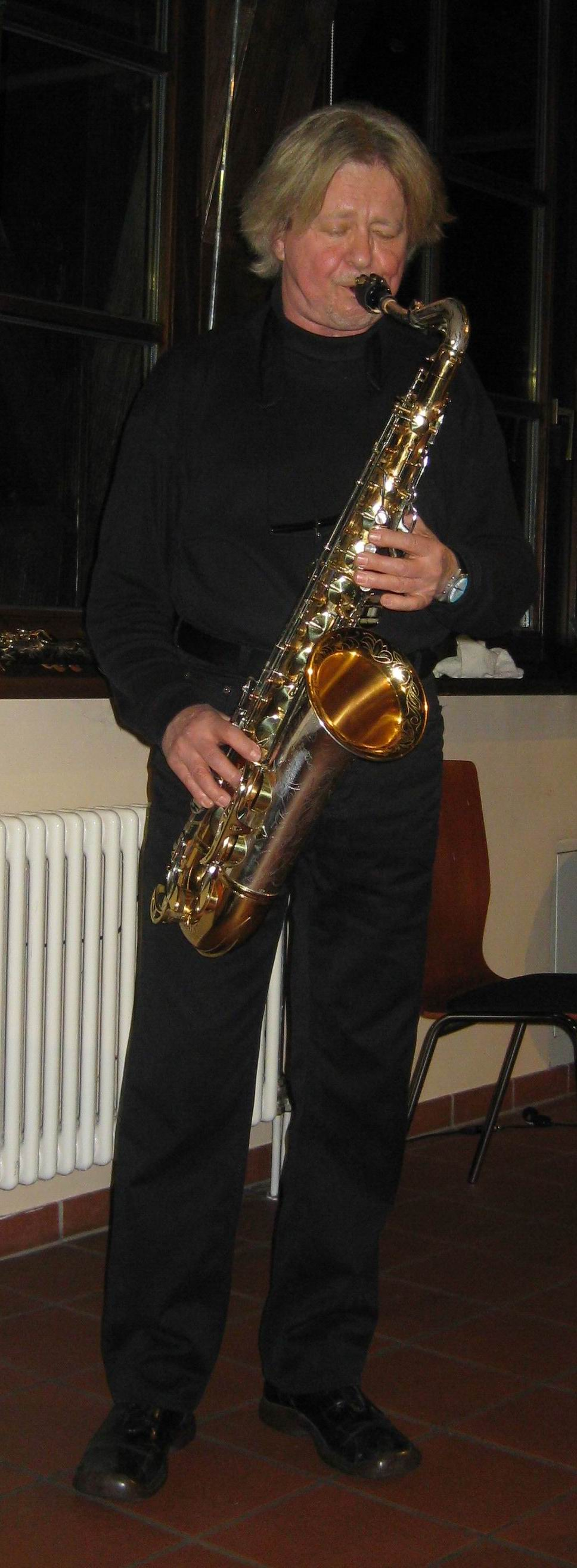
Leszek Zadlo, 2009 im Krakauer Turm in Nürnberg

Leszek Zadlo (* 4. April 1945 in Krakau, Polen, polnische Schreibweise Leszek Żądło) ist ein polnischer Jazzmusiker (Sopran- und Tenorsaxophon, Flöte, Komposition) und Hochschullehrer.

## Leben und Wirken
Zadlo studierte in Krakau, Wien und Graz Musik. Nachdem er bereits in Krakau als Jazzmusiker tätig gewesen war, gründete er Mitte der 1960er nach seiner Übersiedlung nach Österreich in Wien sein International Quartet. Außerdem gehörte er bis zum Ende der 1960er zur Improvisation Group des an der Musikhochschule Graz lehrenden schwedischen Posaunisten Eje Thelin. Von Anfang bis Mitte der 1970er gehörte er der ORF-Big Band und dem Erich-Kleinschuster-Sextett an; daneben wirkte er an Produktionen von Dexter Gordon, Friedrich Gulda, Dusko Goykovich und Michał Urbaniak mit. In seinem Leszek Zadlo Ensemble spielte er anschließend von München aus u. a. mit dem Trompeter Johannes Faber und dem Pianisten Bob Degen; zuletzt wirkte er in diesem Ensemble mit Bill Elgart und Paulo Cardoso zusammen. Ferner arbeitete er in Ali Haurands European Jazz Quintett mit seinen Saxophonkollegen Alan Skidmore und Gerd Dudek zusammen. 1983 gründete er mit Vladyslav Sendecki, Bronisław Suchanek und Janusz Stefański das Polski Jazz Ensemble, das auch an Jazz & Lyrik-Produktionen (Der Walzer vom Weltende, 1985) beteiligt war. Gemeinsam mit dem Organisten Claus Bantzer hat er in Kirchen gespielt und wurde immer wieder von Joachim Ernst Berendt zu Produktionen des Südwestfunks geholt. Daneben hat er mit Klaus Weiss, Volker Kriegel, Bobby Stern, Rimona Francis, Günter Lenz, Michael Naura, Werner Pirchner, Chris Beier, Rainer Glas und Biréli Lagrène aufgenommen. Als Gastsolist hat er bei zahlreichen Big-Band-Produktionen mitgewirkt, etwa bei Thad Jones, Slide Hampton, Martin Schrack, Experimenti Berlin oder den Formationen von NDR, WDR und RIAS.
Zadlo war von 1986 bis 2022 als Hochschullehrer an der Hochschule für Musik Würzburg tätig, wo er 2003 zum Professor ernannt wurde. Darüber hinaus hat er an Filmmusiken, beispielsweise zu dem Film Männer von Doris Dörrie, mitgewirkt. Sein Spiel zeichnet sich trotz der harmonischen und linearen Freiheit eines Nach-Coltrane-Saxophonisten durch melancholisch anmutende Lyrizismen aus.
Zadlo war von 1980 bis zu deren Tod im Jahr 1995 mit der Schauspielerin Barbara Lass verheiratet.

## Diskografische Hinweise

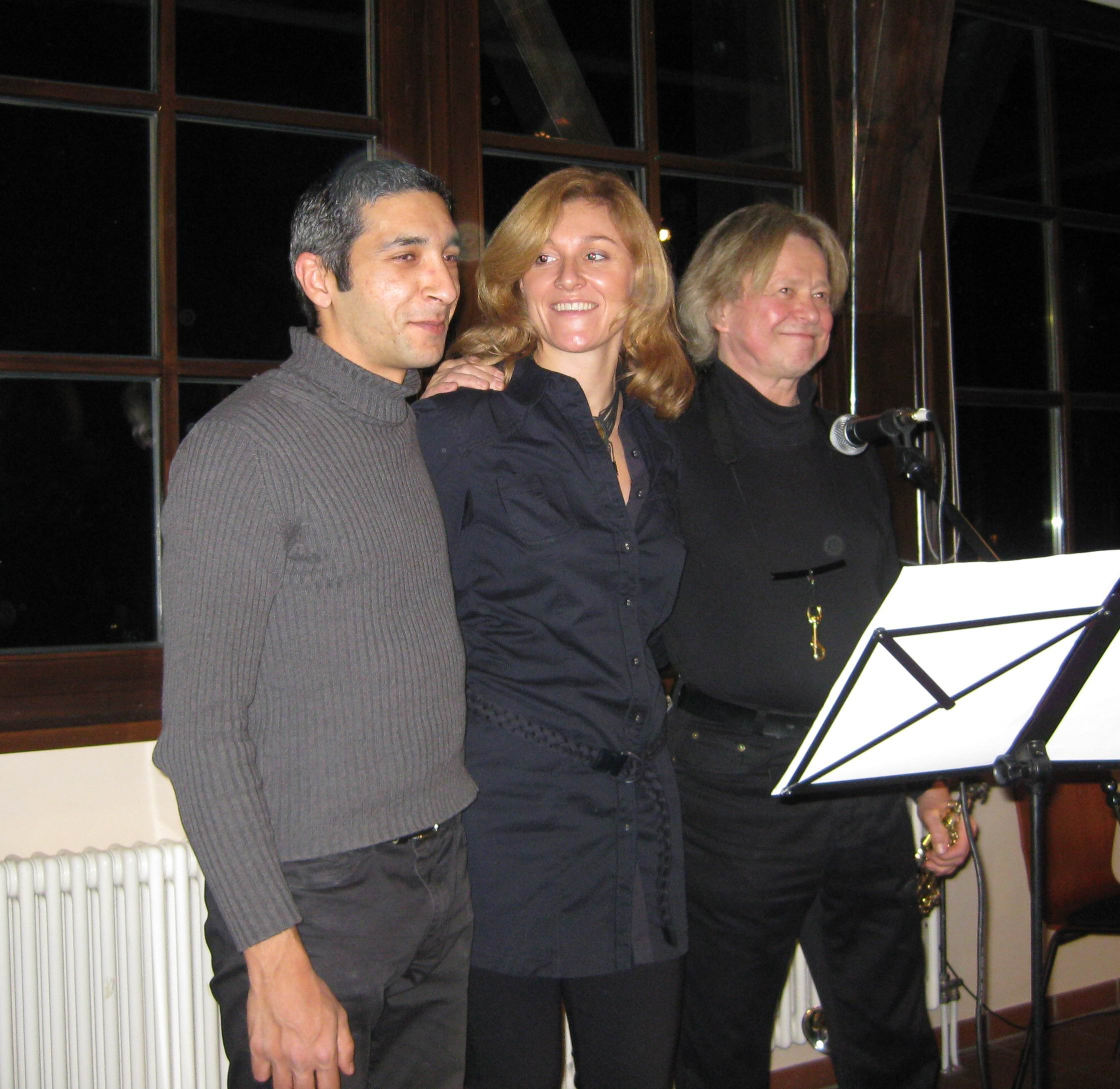
Konstantin Kostov, Agnieszka Hekiert und Leszek Zadlo

- Leszek Żądło, Joachim Mencel: Cosmic Silence (2022)
- Rainer Glas Universal Ensemble: The Rainbow Suite (2010) mit Johannes Faber, Jörg Widmoser, Peter O’Mara, Jan Miserre, Carola Grey, Biboul Darouiche, Peter Knoll
- Rainer Glas Universal Ensemble:(2007) mit Andrey Lobanov, Torsten Goods, Jan Miserre, Carola Grey, Peter Knoll, Talabani Dilshad
- The Jazz Age Ensemble (2006) mit Rainer Glas, Bernhard Pichl, Harald Rüschenbaum, Torsten Goods, Andrej Lobanov
- Leszek Zadlo/Claus Bantzer Illumination: Improvisations for Saxophone and Organ (1995)
- Rainer Glas  Chris Beier  Leszek Zadlo Space (1994)
- Leszek Zadlo/Harold Rubin/Parpar Springtime in Winter (1990)
- Leszek Zadlo Ensemble: Breath (1989) mit Chris Beier, Rainer Glas und Bill Elgart
- Leszek Zadlo Ensemble: Tour de France (1987) mit Chris Beier, Rainer Glas und Jurek Bezucha
- Overtone Orchestra (1985) Rags & Sagas mit Tony Lakatos, Marty Cook, Chris Beier, Rainer Glas, Rudolf Roth
- Overtone feat. Leszek Zadlo As Time Went by (1984) mit Chris Beier, Rainer Glas und Rudolf Roth
- Leszek Zadlo: Sting (1980, mit Bob Degen, Günter Lenz, Joe Nay)
- Leszek Zadlo: Time Emit (1977, mit Johannes Faber, Bob Degen, Gary Todd, Joe Nay)
- Leszek Zadlo: Thoughts (1976, mit Joe Haider, Isla Eckinger, Joe Nay)
- Leszek Zadlo Ensemble Inner Silence (1973, mit Butch Kellem, Dick Sells, Gerhard Herrmann, Peter Ponger)

## Lexigraphische Einträge
- Wolf Kampmann (Hrsg.), unter Mitarbeit von Ekkehard Jost: Reclams Jazzlexikon. Reclam, Stuttgart 2003, ISBN 3-15-010528-5.